# Clochette (nouvelle)
Clochette est une nouvelle de  Maupassant, parue en 1886, dans cette nouvelle, l’auteur nous parle d’une jeune domestique qui meure soudainement dans le mystère et dans l’incompréhension des autres personnages, il nous le montre en faisant une ellipse temporelle dans le temps qui nous montre clairement que la femme n’est plus de ce monde d’après ces mots « On ne l’a revit plus, elle mourut sous les temps désastreux et les tempêtes de soudes ».

## Historique
Clochette est une nouvelle initialement publiée dans le recueil Le Horla en 1887.

## RÉSUMÉ
Le narrateur, monte dans la lingerie pour voir la mère Clochette. Ce jour-là, il la trouve étendue sur le sol. Le médecin, venu constater le décès, nous raconte l'histoire de Hortense qu'on baptisa plus tard Clochette.
Quand elle était jeune, elle était très belle, et elle avait un rendez vous amoureux avec un apprenti instituteur, M. Sigisbert. Ce rendez vous se passait dans le grenier de l'école, la nuit. Mais, l'instituteur, M. Grabu, monta au grenier. L'amoureux de Clochette lui dit de se cacher sinon ils perdraient tous les deux leur travail, M. Sigisbert dit à M. Grabu qu'il était seul dans le grenier, mais il ne le crut pas et alla chercher une lampe pour regarder dans le grenier. Clochette sauta par la fenêtre de deux étages pour leur éviter un malheur. Plus tard, M. Sigisbert alla chercher le médecin, voila pourquoi il connaissait si bien l'histoire, et surtout, voila pourquoi Clochette boitait.

## Éditions
- 1886 - Clochette, dans Gil Blas
- 1887 - Clochette, dans La Vie populaire du 7 juillet 1887
- 1887 - Clochette, dans Le Horla recueil paru chez l'éditeur Paul Ollendorff.
- 2024 - Clochette, dans Maupassant, Contes et Nouvelles, tome II, texte établi et annoté par Louis Forestier, éditions Gallimard, Bibliothèque de la Pléiade.

## Lire
- Lien vers la version de  Clochette dans Le Horla,